# René Bazin
René François Nicolas Marie Bazin, född 26 december 1853 och död 19 juli 1932, var en fransk författare, ledamot av franska akademin.
Bazin debuterade 1899 med bonderomanen La terre qui meurt, påverkad av Maurice Barrès och en del av Paul Bourgets senare författarskap ett uttryck för bonderomanetiken och "regionalismen". Bland Bazins många senare bonde- och reseskildringar, varav Familjen Oberlé och Bretagnarens och hans hustru finns i svensk översättning, anses Les Oberlé (1901) vara den bästa.